# انتخابات مجلس الأمن التابع للأمم المتحدة 1994
أُجريت انتخابات مجلس الأمن التابع للأمم المتحدة لعام 1994 في 20 أكتوبر 1994 خلال الدورة التاسعة والأربعين للجمعية العامة للأمم المتحدة، التي عقدت في مقر الأمم المتحدة في مدينة نيويورك. انتخبت الجمعية العامة بوتسوانا وألمانيا وهندوراس وإندونيسيا وإيطاليا أعضاءً غير دائمين في مجلس الأمن التابع للأمم المتحدة لفترة سنتين تبدأ في 1 يناير 1995. انتخبت كل من بوتسوانا وهندوراس للمرة الأولى، في حين تم انتخاب ألمانيا للمرة الأولى منذ إعادة توحيد ألمانيا.

## القواعد
يتألف مجلس الأمن من 15 مقعدًا، يشغلها خمسة أعضاء دائمين وعشرة أعضاء غير دائمين. وفي كل عام، يتم انتخاب نصف الأعضاء غير الدائمين لمدة عامين.   ولا يجوز للعضو الحالي أن يترشح على الفور لإعادة انتخابه. 
وفقًا للقواعد التي يتم بموجبها تناوب المقاعد العشرة غير الدائمة في مجلس الأمن بين الكتل الإقليمية المختلفة التي تقسم إليها الدول الأعضاء في الأمم المتحدة تقليديًا لأغراض التصويت والتمثيل،  يتم تخصيص المقاعد الخمسة المتاحة على النحو التالي: 
- مقعد للدول الأفريقية (تشغله جيبوتي)
- مقعد لبلدان المجموعة الآسيوية (الآن مجموعة آسيا والمحيط الهادئ)[6] (تشغله باكستان)
- مقعد لأمريكا اللاتينية ومنطقة البحر الكاريبي (تشغلهالبرازيل)
- مقعدان لمجموعة أوروبا الغربية ودول أخرى (تشغلهما نيوزيلندا وإسبانيا)

ولكي يتم انتخابه، يجب أن يحصل المرشح على أغلبية ثلثي الحاضرين والمصوتين. إذا كان التصويت غير حاسم بعد الجولة الأولى، فسيتم إجراء ثلاث جولات من التصويت المقيد، تليها ثلاث جولات من التصويت غير المقيد، وهكذا، حتى يتم الحصول على نتيجة. في التصويت المقيد، لا يجوز التصويت إلا على المرشحين الرسميين، بينما في التصويت غير المقيد، يجوز التصويت على أي عضو في مجموعة إقليمية معينة، باستثناء أعضاء المجلس الحاليين.

## المرشحون
وأعلن رؤساء المجموعات الإقليمية تأييدهم للدول المرشحة قبل التصويت. وقدم ممثل غامبيا تأييد المجموعة الأفريقية لبوتسوانا. وقدم ممثل ساموا تأييد المجموعة الآسيوية لإندونيسيا. أعطى ممثل باراغواي تأييد مجموعة أمريكا اللاتينية ومنطقة البحر الكاريبي لهندوراس. وقدمت الممثلة الدائمة لكندا لدى الأمم المتحدة تأييد مجموعة أوروبا الغربية ودول أخرى لألمانيا وإيطاليا.

## النتيجة
وتم توزيع 170 ورقة اقتراع على جميع المصوتين.

### المجموعتين الأفريقية والآسيوية
| نتائج انتخابات الدول الأفريقية والآسيوية | نتائج انتخابات الدول الأفريقية والآسيوية |
| ---------------------------------------- | ---------------------------------------- |
| الدولة                                   | الجولة الأولى                            |
| بوتسوانا                                 | 168                                      |
| إندونيسيا                                | 164                                      |
| الغابون                                  | 1                                        |
| اليابان                                  | 1                                        |
| ممتنعون                                  | 0                                        |
| بطاقات الاقتراع الباطلة                  | 0                                        |
| الأغلبية المطلوبة                        | 114                                      |

### مجموعة أمريكا اللاتينية ومنطقة البحر الكاريبي
| نتائج انتخابات مجموعة أمريكا اللاتينية ومنطقة البحر الكاريبي | نتائج انتخابات مجموعة أمريكا اللاتينية ومنطقة البحر الكاريبي |
| ------------------------------------------------------------ | ------------------------------------------------------------ |
| الدولة                                                       | الجولة الأولى                                                |
| هندوراس                                                      | 170                                                          |
| ممتنعون                                                      | 0                                                            |
| بطاقات الاقتراع الباطلة                                      | 0                                                            |
| الأغلبية المطلوبة                                            | 114                                                          |

### مجموعة أوروبا الغربية ودول أخرى
| نتائج انتخابات مجموعة أوروبا الغربية ومجموعات أخرى | نتائج انتخابات مجموعة أوروبا الغربية ومجموعات أخرى |
| -------------------------------------------------- | -------------------------------------------------- |
| الدولة                                             | الجولة الأولى                                      |
| إيطاليا                                            | 167                                                |
| ألمانيا                                            | 164                                                |
| أستراليا                                           | 1                                                  |
| ممتنعون                                            | 0                                                  |
| بطاقات الاقتراع الباطلة                            | 0                                                  |
| الأغلبية المطلوبة                                  | 114                                                |

## روابط خارجية
- وثيقة الأمم المتحدة A/49/PV.40 المحضر الرسمي لجلسة الجمعية العامة، 20 أكتوبر 1994